# 宝円寺
宝円寺（ほうえんじ）は、石川県金沢市にある曹洞宗の寺院である。

## 概要
山号は護国山。周辺の寺院とともに小立野寺院群を構成する。

## 歴史
天正11年（1583年）、加賀藩祖・前田利家が金沢城主となった際に、現在の兼六園の地（金沢城石川門と相対する位置）に創建し、越前府中城主時代から帰依していた禅僧大透圭徐を招き開祖とした。以来前田家代々の菩提寺となっており、利家の葬儀もこの寺で行われた。
御影堂は、利家が伏見で徳川家康と会見した際、死を決して自画像と髪を埋めた場所といわれている。
元和6年（1620年）、加賀藩3代目前田利常が現在の場所に11,600坪の土地を与え移築した。寛文9年（1669年）には、5代前田綱紀によって本堂・客殿・庫裏・山門の改築がせられた。
宝暦（1751年～1763年）と明治元年（1868年）と2度の火災に遭っているが、明治の火災で焼け残った仁王尊（鎌倉時代13世紀の作と推定されている）一対が修復され、現在は安置されている。

## 文化財
登録有形文化財
- 本堂（平成24年（2012年）8月13日付登録）[3]
- 庫裏（同上）[4]
- 山門及び築地塀（同上）[5]

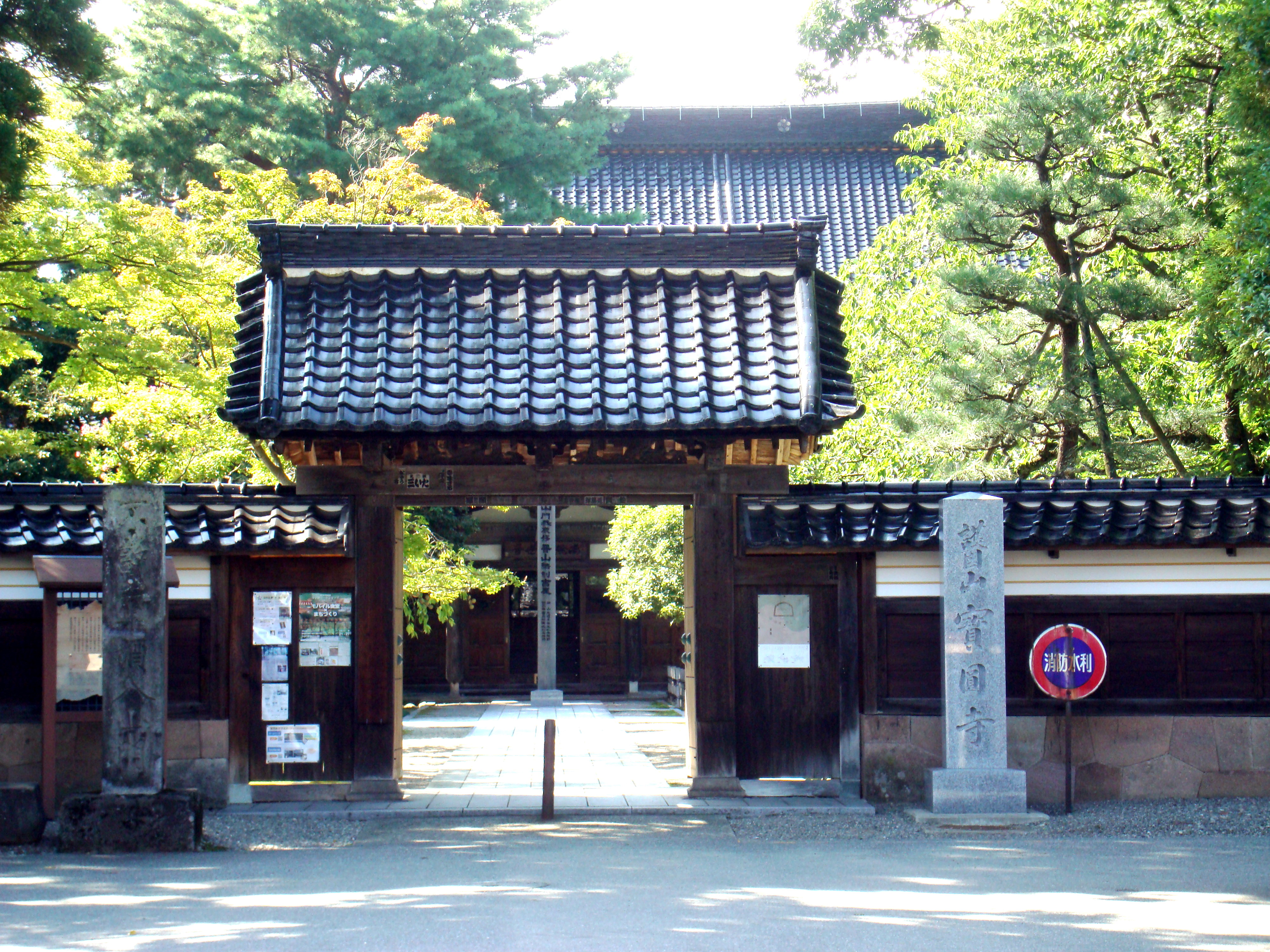
山門